# Serapia de Roma
Serapia fue una santa, esclava y mártir romana, nacida en Antioquía, en la Siria romana . Nació a finales del siglo I, de padres cristianos que huyeron a Italia intentando escapar de la persecución del emperador Adriano . Cuando sus padres murieron, Serapia fue cortejada por muchos, pero, habiendo decidido entregarse únicamente a Dios, vendió todo lo que tenía y distribuyó las ganancias entre los pobres. Poco después, se vendió como esclavo voluntario y se puso a trabajar para una noble romana llamada Sabina . La piedad de Sepia, su amor al trabajo y su caridad pronto conquistaron el corazón de su ama, quien se convirtió al cristianismo .
Aún durante el reinado de Adriano, a Serapia se le ordenó rendir homenaje a los dioses de Roma .  Ella se negó y fue entregada a dos hombres, quienes intentaron violarla, pero ella se resistió. Luego intentaron prenderle fuego con antorchas, pero no pudieron hacerlo. Por orden del juez Derillus, fue golpeada con varas y decapitada. Su cuerpo fue enterrado por Sabina en la tumba que le estaba reservada, cerca del campo vindiciano, pero el recuerdo de su martirio se recuerda especialmente el 3 de septiembre, día en que su tumba común fue terminada, decorada y consagrada como lugar. de oraciones. 